# 복 (성씨)
복(卜)씨는 중국 및 한국의 성씨이다. 정(丁)씨와 함께 성씨 중 가장 적은 2획이며 본관은 면천이 유일하다.

## 중국
중국의 복씨는 고대 하나라 황제의 사(姒)씨에서 파생되었다고 한다. 다른 계통으로 주나라 희성 복씨도 있다고 한다. 

## 한국
복(卜)씨는 2015년 대한민국 통계청 인구 조사에서 9,538명으로 조사되어, 한국 성씨 인구 111위이다. 본관은 면천(沔川), 청양(靑陽), 구성(龜城) 등 9본이 있으며, 대본은 면천 복씨(沔川卜氏)이다.
면천 복씨(沔川卜氏)의 시조는 고려의 개국 공신 복지겸(卜智謙)이다. 복지겸(卜智謙)은 태봉국(泰封國)의 마군장수(馬軍將帥)로 있다가 궁예(弓裔)의 횡포가 심해져 민심을 잃자 신숭겸(申崇謙), 배현경(裵玄慶), 홍유(洪儒) 등과 함께 궁예를 축출하고 왕건(王建)을 왕으로 추대하여 고려를 세웠다. 이 후 환선길(桓宣吉)과 임춘길(林春吉) 등의 역모를 평정한 공으로 평장사(平章事)에 오르고 혜성부원군(槥城府院君：면천의 옛 지명)에 봉해졌다. 후손들이 복지겸을 시조로 받들고 면천(沔川)을 본관으로 하여 세계를 이어오고 있다. 2000년 통계청 조사에서 면천 복씨는 2,287가구 총 7,471명으로 집계되었다.

### 인물
- 복기 : 고려의 문신
- 복거일 : 대한민국의 작가
- 복규동 : 대한민국의 게임디렉터. 서울대학교 축산학과 졸업.
- 복기왕 : 민선 5기 충청남도 아산시장.
- 복현규 : 대한민국의 희극인 겸 쇼호스트.
- 복한규 : 리그오브레전드 전프로게이머, 프로게임단 감독